# José Tavares da Silva Neto
José Tavares da Silva Neto (Bela Vista do Paraíso, 22 de maio de 1949 — Londrina, 22 de junho de 2021) foi um advogado, delegado de polícia e político brasileiro.

## Biografia
Filho de João Tavares da Silva e de Isaura Brás Tavares, nasceu no interior do estado do Paraná em 1949. Na década de 1960 passou a exercer a função de investigador policial e quando diplomou-se como Bacharel de Direito pela Universidade Estadual de Londrina em 1973, passou a ocupar a função de delegado de polícia na região de Londrina. Na década de 1970, ocupou o cargo de chefe de gabinete do prefeito de Bela Vista do Paraíso.
Em 1978, filiou-se ao MDB para concorrer a uma vaga na Assembleia Legislativa do Paraná e ocupou o cargo de deputado estadual entre os anos de 1979 e 1983. Nas Eleições gerais no Brasil em 1982, foi eleito como deputado federal pelo Paraná. Nas Eleições gerais no Brasil em 1986, foi reeleito e passou a ocupar um cargo de deputado federal constituinte. Na Eleições gerais no Brasil em 1990, elegeu-se deputado estadual e retornou a Assembleia Legislativa do Paraná.
Entre 1992 e 1994, ficou a frente da Secretaria de Justiça do Paraná no mandato de Roberto Requião. Nas Eleições gerais no Brasil em 1994, reelegeu-se deputado estadual.
Em 1998, assumiu a Secretaria de Proteção e Defesa do Consumidor no governo de Jaime Lerner. Neste período, filiou-se ao Partido Democrático Trabalhista. Em 1999, retornou para Secretaria de Justiça do Paraná, como titular da pasta, agora no segundo mandato de Jaime Lerner.

## Morte
Morreu em 22 de junho de 2021, aos 72 anos, por complicações da COVID-19.